# پوشاک ساسانی

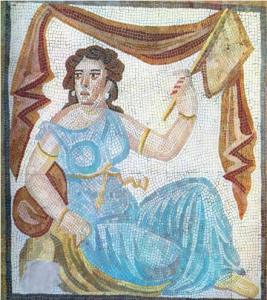
یک زن نجیب‌زادهٔ ایرانی که توسط هنرمندان رومی که شاپور اول اسیر کرده بود، مجسم شده‌است.

پوشاک ساسانی (پارسی میانه: جامَگ یا پَیکموگ) پوشاک ایرانیان در دوره ساسانیان بود که به پوشاک سایر مردمان ایرانی‌تبار آن دوره شباهت بسیار داشت. از این پوشاک به ویژه در اسب‌سواری استفاده می‌شد. عمده‌ترین منابع اولیه برای مطالعه پوشاک ساسانیان، شکل‌های هنرهای تجسمی، به ویژه نقش برجسته‌های سنگی است.
پژوهشگران در تحقیقات خود در مورد پوشاک زنانه ساسانیان به دلیل کمیاب بودن مواد اولیه موجود در مقایسه با لباس مردانه ساسانیان دچار مشکل شده‌اند.

## بازنمایی
پوشاک ساسانی شامل شلوار گشاد، چکمه و یک پیراهن تا زانو بود که با کمربند (کمر) بسته می‌شد. یک خفتان سنگین که از قسمت سینه عبور می‌کرد، گاه روی آن ترکیب بسته می‌شد. در بازنمایی‌های سده ۳ و ۴ میلادی پیراهن به شکل مربع در پایین ظاهر می‌شود. از اواخر سده ۴، سجاف پایینی گرد شده‌است. نقوش تزئینی و تجسمی، همان‌طور که در طاق بستان مشهود است، در حدود سده‌های ۶ و ۷ برجسته شدند. نقش‌برجسته‌ها و مهرهای اولیه اعضای طبقه اشراف را با کلاه‌های گنبدی‌شکل یا نوک‌تیز (کلاه) با نمادهایی (نشان) در کنار آن که اغلب با دیهیم بسته می‌شد، نشان داده می‌شوند. به اشراف حق استفاده از ابریشم و جواهرات داده می‌شد.
پوشاک زنانه شامل لباس‌های بلند، آستین‌دار یا بدون آستین بود. آن‌ها از کمربند زیر سینه استفاده می‌کردند و جامه‌ای بلند روی شانه چپ می‌پوشیدند که به عنوان پوشش استفاده می‌شد. لباس عنصر مهمی در مراسم اهداس هدایای سلطنتی بود. لباس‌ها همچون جواهرات، پارچه و نقوش روی آن‌ها نشان‌دهنده رتبه اجتماعی بودند. شاهنشاه لباس و جواهرات را به کسانی که می‌خواست به آن‌ها احترام بگذارد اهدا و لباس‌های شخصی خود را به خانواده و درباریان مورد علاقه تقدیم می‌کرد.